# Louis Auguste Blanqui

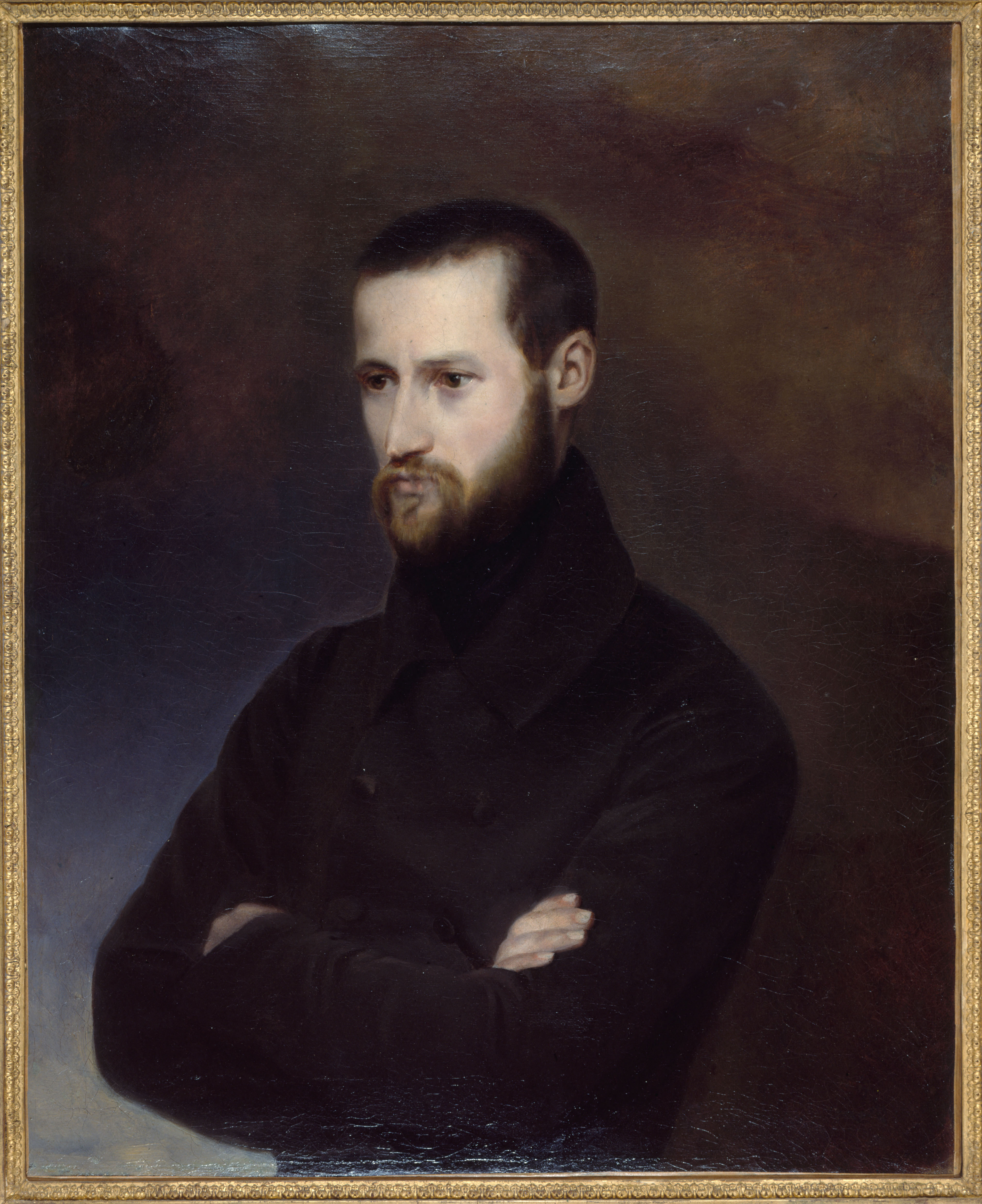
Louis Auguste Blanqui rond 1845

Louis Auguste Blanqui (Puget-Théniers, 8 februari 1805 - Parijs, 1 januari 1881) was een Franse communist. Blanqui was de grondlegger van het blanquisme, dat een belangrijke communistische stroming was voordat het marxisme populair werd. Het blanquisme had een grote invloed op de Russische bolsjewiek Vladimir Lenin en diens theorie van de revolutionaire voorhoedepartij.
Een groot deel van zijn leven (alles samen bijna 37 jaar) bracht hij door in de gevangenis. Hij hield er de bijnaam L'enfermé aan over ("de opgeslotene").

## Biografie
Louis Auguste Blanqui was de zoon van Jean-Dominique Blanqui, een voormalige girondijn die onder Napoleon Bonaparte een subprefect was. De oudste broer van Louis Auguste Blanqui was de econoom Jérôme-Adolphe Blanqui. Louis Auguste Blanqui werd lid van de republikeinse organisatie Carbonari op zijn zestiende. Hij nam deel aan de Julirevolutie van 1830. Na 1830 werd Blanqui lid van de republikeinse organisatie Amis du Peuple (Vrienden van het Volk), waar hij bevriend raakte met Filippo Buonarroti die samen met Gracchus Babeuf in 1796 de Samenzwering der Gelijken had opgezet. In 1832 organiseerde Amis du Peuple een mislukte republikeinse opstand in Parijs. Voor zijn lidmaatschap van deze organisatie werd Blanqui veroordeeld tot één jaar gevangenisstraf. In 1835 richtte Blanqui samen met Armand Barbès de geheime communistische groepering La Société des Familles (Het Genootschap van de Families) op, die op zijn hoogtepunt ongeveer 1200 leden had. Deze organisatie was een staatsgreep aan het plannen, maar de politie ontdekte een aantal van hun wapenwerkplaatsen en arresteerde de leiding. In 1837 werd Blanqui vrijgelaten door een algemene amnestiewet.
Hierna richtten Blanqui en Barbès een hiërarchische organisatie op onder de naam La Société des Saisons (Het Genootschap der Seizoenen). Dit genootschap had een cellenstructuur. Een “week” bestond uit zes mensen plus een leider. Vier “weken” vormden samen een “maand” met 28 leden plus één leider. Drie “maanden” vormden weer een “seizoen” en vier “seizoenen” vormden een “jaar”. Op zijn hoogtepunt bestond het genootschap uit drie “jaren”. De leiders van de “jaren” kregen opdrachten van het centraal bestuur. Iedere leider had een codenaam die was afgeleid van de namen van seizoenen, maanden en dagen in de week. Blanqui en ongeveer 600 samenzweerders deden in mei 1839 een staatsgreeppoging. De politie had zich erop voorbereid, waardoor de opstand mislukte en de meeste samenzweerders gearresteerd werden. Blanqui en Barbès kregen de doodstraf, maar hun straf werd omgezet naar levenslang. Blanqui werd ernstig ziek in de gevangenis en werd in 1844 vrijgelaten, omdat de Franse overheid verwachtte dat hij zou sterven. Blanqui verbleef van 1844 tot 1847 in het ziekenhuis van Tours.
Barbès en Blanqui kregen ruzie over wiens schuld het was dat de opstand was mislukt. Blanqui werd de leider van het Centrale Republikeinse Genootschap. In mei 1848 hielden arbeiders een demonstratie waarbij ze eisten dat de Franse regering steun zou geven aan Poolse onafhankelijkheidsstrijders in hun strijd tegen Russische overheersing. Blanqui raadde zijn organisatie af hieraan mee te doen, maar de leden luisterden niet. De demonstratie liep uit de hand toen demonstranten het parlement binnenvielen. Blanqui werd gearresteerd, maar het lukte hem om in 1864 te ontsnappen naar Brussel. Hij schreef er voor Le bien-être social van zijn vriend Louis Watteau en voor andere bladen. Op het Brusselse congres van de Internationale in september 1868, raakte hij voor het eerst overtuigd van haar potentieel. In 1869 werd een algemene amnestie verleend aan de deelnemers van de revolutie van 1848, waarna Blanqui terugkeerde naar Frankrijk.

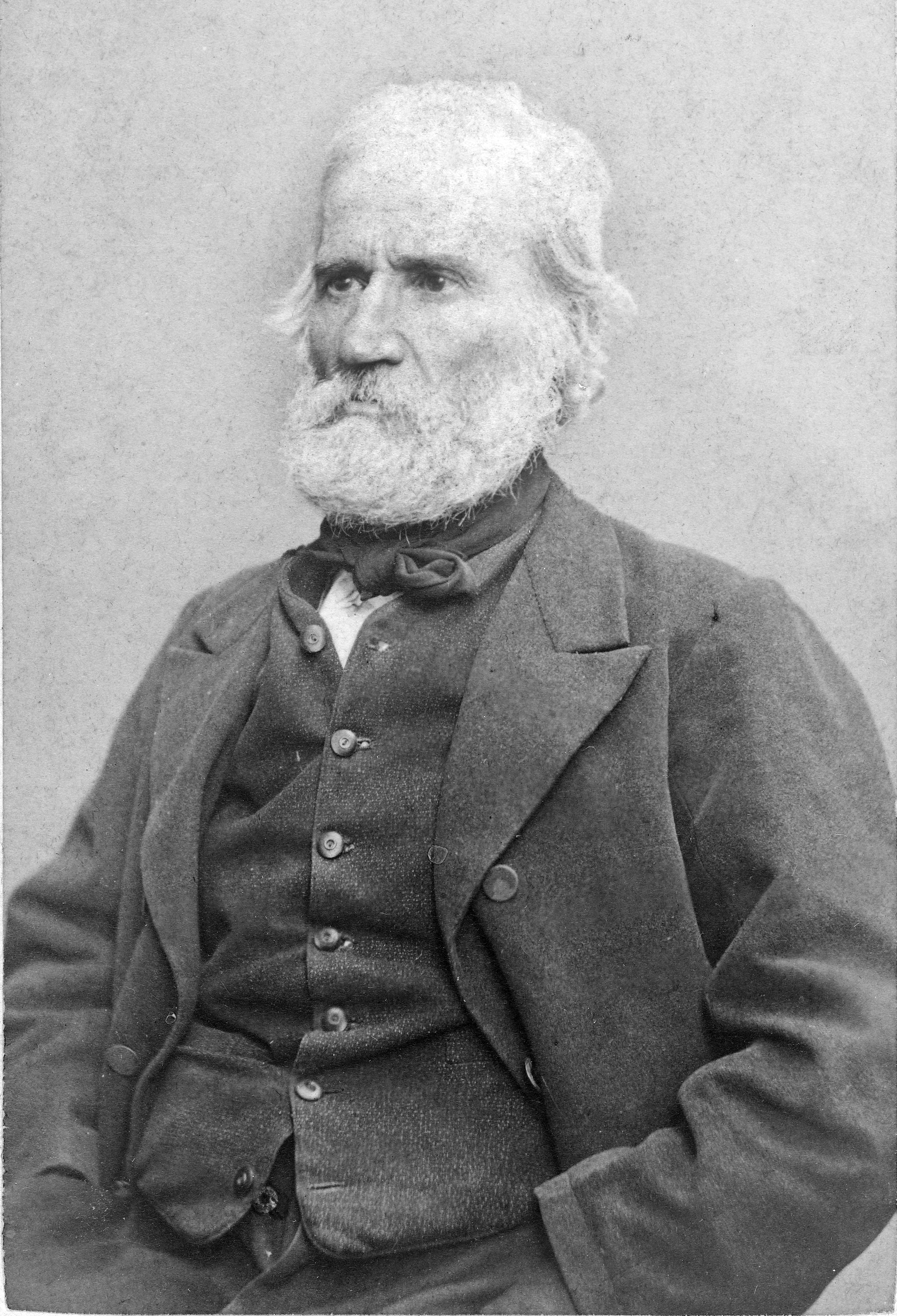
Louis Auguste Blanqui

In oktober 1870 – tijdens de Frans-Pruisische Oorlog – steunde Blanqui een staatsgreep van de Parijse Nationale Garde. Het lukte de opstandelingen om de regering af te zetten, maar de oude regering kon Parijs heroveren. Er werd een wapenstilstand afgesloten tussen de opstandelingen en de regering onder voorwaarde dat er verkiezingen zouden komen. Maar Blanqui en de Nationale Garde deden weer een poging tot staatsgreep, en werden dit keer totaal verslagen. Blanqui werd gearresteerd. 
In 1871 werd de Parijse Commune uitgeroepen die een aantal gevangenen wilden ruilen voor Blanqui, maar de Franse regering weigerde. Op 20 april 1879 werd Blanqui als parlementariër gekozen voor Bordeaux. Zijn verkiezing werd ongeldig verklaard omdat hij in de gevangenis zat. Hierna werd hij vrijgelaten. Hij richtte nog het blad Ni dieu ni maître op (1880). De titel van het blad zou uitgroeien tot het devies van de anarchisten. Blanqui stierf in 1881 aan de gevolgen van een beroerte.

## Denkbeelden
Blanqui zag de geschiedenis van de mensheid als een deterministische ontwikkeling van het individualisme uit de oertijd naar een toekomstige communistische samenleving. Volgens Blanqui moest een klein groepje revolutionairen een staatsgreep plegen, waarna een dictatuur ingesteld zou worden om het volk te onderwijzen voor een communistische levenshouding. Blanqui verwachtte dat het proletariaat de staatsgreep zou steunen. In eerste instantie zouden alleen de eigendommen van gevluchte werkgevers worden onteigend, maar door het invoeren van hoge erfenisbelastingen zouden binnen een aantal generaties alle productiemiddelen in eigendom van de overheid komen. Voor de rest gaf Blanqui geen details, want de revolutionairen dienen zich te concentreren op de staatsgreep en de daaropvolgende oorlog tegen de kapitalistische landen. Vanuit Frankrijk zou het communisme de gehele wereld veroveren.
- Bibsys: 97039253
- Biblioteca Nacional de España: XX887407
- Bibliothèque nationale de France: cb11892311h (data)
- Catàleg d'autoritats de noms i títols de Catalunya: 981058528066406706
- CiNii: DA00338335
- Gemeinsame Normdatei: 118663755
- Historisch woordenboek van Zwitserland: 008744
- International Standard Name Identifier: 0000 0001 0884 5567
- Library of Congress Control Number: n79144718
- Bibliotheek van het Japanse parlement: 00433484
- Nationale Bibliotheek van Tsjechië: skuk0000124
- Nationale bibliotheek van Australië: 35019320
- Nationale Bibliotheek van Israël: 987007258701005171
- Nationale Bibliotheek van Polen: a0000001769001
- Nationale en Universitaire bibliotheek Zagreb: 000116164
- Nederlandse Thesaurus van Auteursnamen: 07031523X
- Réseau des bibliothèques de Suisse occidentale: 02-A000020773
- Istituto Centrale per il Catalogo Unico: CFIV035887
- LIBRIS: 356272
- SNAC: w6252bm4
- Système universitaire de documentation: 027376958
- Trove: 793651
- Virtual International Authority File: 31993144
- WorldCat: E39PBJfCCyXWvfGpqXvH3rTvHC